# عبد الله بن متعب بن عبد العزيز الرشيد
الأمير عبد الله المتعب الرشيد (1906–1946)، هو الحاكم الحادي عشر لإمارة جبل شمر في حائل. حكم من مارس 1920 حتى أواخر عام 1920.

## نسبه
عبد الله المتعب العبد العزيز المتعب العبد الله العلي الرشيد الشمري.[بحاجة لمصدر]

## بداية حكمه
تولى عبد الله الحكم في ظل ظروف سياسية صعبة في حائل، فقد ابتدأ حكمه باغتيال الأمير سعود بن عبد العزيز بن متعب الرشيد على يد عبد الله الطلال الرشيد، فواجه عبد الله المتعب انقساماً حاداً في الأسرة الحاكمة، كذلك بدأ مع حكمه حصار الإخوان وقوات عبد العزيز آل سعود لمدينة حائل، وفيما كانت البلد تعيش تحت ظروف الحرب قدم محمد الطلال الرشيد من الجوف، ومحمد هو أخ لعبد الله منفذ اغتيال الأمير سعود. وبوصوله سادت سحابة من الشك داخل قصر برزان، بين أفراد الأسرة المؤيدين لعبد الله المتعب والآخرين المؤيدين لمحمد الطلال. ورغم أن محمد قال لعبد الله المتعب أنه لن لم يأتِ من الجوف ليقتله بل ليساعد في الدفاع عن حائل، إلا أن الأخير كان متخوفاً من غدر محمد الطلال به كما غدر أخيه عبد الله بسعود العبد العزيز. فأمر الحاكم عبد الله المتعب بسجن محمد الطلال، غير أن كبار جماعة حائل ضغطوا على عبد الله المتعب حتى أفرج عنه، فأبتدأ محمد بعد خروجه من السجن بجمع أهالي حائل وقبيلة شمر لتكوين جيش ضد الغزاة المتحالفين : الوهابيين والسعوديين.

## اللجوء لآل سعود
بعد أن تمكن محمد الطلال الرشيد من تكوين جيش الدفاع عن حائل، أصبح عبد الله المتعب في الموقف الأضعف، إذ لم يعد يملك سوى سلطة صورية في حائل، فازدادت مخاوفه من محمد الطلال حتى قرر ترك حائل واللجوء عند آل سعود وذلك في أواخر عام 1920.

## وفاته
توفي الأمير عبد الله المتعب الرشيد في الرياض عام 1946.